# ラアズ
ラアズ（לעז La‘az）は旧ローマ帝国の各地（特にイタリア半島）に散在するユダヤ人社会で話されていた、ユダヤ・ラテン語のこと。ヘブライ語で「外国語」「非ヘブライ語」を意味する。
一般にユダヤ＝ロマンス諸語の前身とされているが、この点について音韻論的に結びつきが強いのは主としてシュアディート（ユダヤ＝プロヴァンス語）である。ユダヤ＝プロヴァンス語とユダヤ＝フランス語は、ラアズ・ハマアラーヴ（西ユダヤ＝ラテン語）に由来するとされており、ラアズ・ハダローム（南ユダヤ＝ラテン語）からはユダヤ＝イタリア語が派生したといわれている。一方、カタラニート（ユダヤ＝カタルーニャ語）やラディーノ語（ユダヤ＝スペイン語）とユダヤ・ポルトガル語との関係は薄い。
ラアズは、ユダヤ＝ロマンス諸語に影響を与えただけでなく、ラアズから派生したとされるユダヤ＝イタリア語やユダヤ＝プロヴァンス語やユダヤ＝フランス語を通じて、イディッシュ語やロートヴェルシュにも影響を与えた可能性が高い。